# Paxico (Kansas)
Pour les articles homonymes, voir Paxico.
Paxico est une ville américaine située dans le comté de Wabaunsee, au Kansas. Selon le recensement de 2010, sa population est de 221 habitants.